# SBM Offshore
Das niederländische Unternehmen SBM Offshore (vormals IHC Caland) ist ein Holdingunternehmen, das als Zulieferer für die Offshore-Erdöl-und-Gas-Industrie auf globaler Ebene tätig ist. SBM Offshore ist an der Euronext Amsterdam gelistet. Größter Aktionär ist HAL Investments mit einem Anteil von über 20 %.

## Geschichte
Das Unternehmen begann mit seinen Tätigkeiten Anfang der 1950er Jahre und wurde ein Pionier im Single Point Mooring (SPM) sowie bei dynamischen positionierten Ölbohrschiffen, mobilen Ölbohrplattformen und Schwerlastplattformkränen.
Das Unternehmen entstand aus verschiedenen niederländischen Werften und hat sich zu einem Offshore-Spezialisten entwickelt. SBM Offshore entwickelt, betreibt und veräußert oder verpachtet große Anlagen und Behälter für die Öl- und Gasindustrie. Es produziert hauptsächlich schwimmende Plattformen für die Produktion, Lagerung und Handhabung von Öl und Gas. Diese können auch als schwimmende Umschlaganlagen für Flüssiggas und Flüssigerdgas (LNG) verwendet werden. SBM Offshore liefert auch spezielle Komponenten für Schiffe und Offshore-Förderanlagen. Das Unternehmen besitzt keine Standorte und Fabriken für die Herstellung dieser Anlagen. Dies ist weltweit ausgelagert.
SBM Offshore entstand 1965 aus der Fusion mehrerer niederländischen Werften, die sich unter dem Namen „IHC Holland“ zusammenschlossen. Man begann mit der Produktion von Öltankschiffen, bald danach wurde die Produktion um Ölplattformen erweitert. Im Jahr 1969 wurde ein spezielles Unternehmen „Single Buoy Mooring Inc.“ (SBM) gegründet.
Aufgrund der Krise in der Schiffbauwelt brach eine unruhige Zeit an, in der verschiedene Unternehmen veräußert und andere erworben wurden. Schließlich entstanden zwei Firmen: IHC Inter Holdings und Caland Holdings. Im Jahr 1984 schlossen sich die beiden Unternehmen als IHC Caland zusammen. Das Unternehmen verkaufte schließlich die letzten Werften im Jahr 2004 und wurde am 1. Mai 2005 in SBM Offshore umbenannt.
Ende 2012 spaltete SBM seine Entwurfsabteilung namens GustoMSC ab und verkaufte sie an Parcom Capital.

## Tochterunternehmen
- Single Buoy Moorings Group
- SBM-Imodco Inc.
- Atlantia Offshore Limited